# Anton Josef Gruscha
Anton Josef Gruscha (Wenen, 3 november 1820 – Schloss Kranichberg, 5 augustus 1911) was een Oostenrijks kardinaal-priester.

## Biografie
In 1843 werd hij tot priester gewijd. Hij werkte als professor theologie aan de Universiteit van Wenen. Hij was apostolisch protonotaris. Hij werd geïnstalleerd als aartsbisschop van Wenen in 1890.
Hij werd tot kardinaal-priester verheven in 1891 door paus Leo XIII. Gruscha nam deel aan het conclaaf van 1903. Met het overlijden van François-Marie-Benjamin Richard in 1908 werd hij de oudst nog levende kardinaal. Gruscha was lid van het Hogerhuis van Oostenrijk.
Hij overleed in 1911 op 90-jarige leeftijd.